# بارسق گغامیان
بارسق گغامیان (ارمنی: Բարսեղ Արսենի Գեղամյան؛ زادهٔ ۱۸۵۰ - درگذشته  تاریخ نامعلوم) یک سیاستمدار و [[]] اهل ارمنستان که از تاریخ سپتامبر ۱۸۸۴ تا تاریخ دسامبر ۱۸۹۳ سمت شهردار ایروان را برعهده داشت.

## زندگی‌نامه
در ۱۸۵۰ در ایروان به دنیا آمد . وی همچنین برنده نشان آنای مقدس، نشان استانیسلاس مقدس (درجه سه) و نشان شیر و خورشید شده‌است.  تاریخ درگذشت وی نامعلوم است.

## نگارخانه

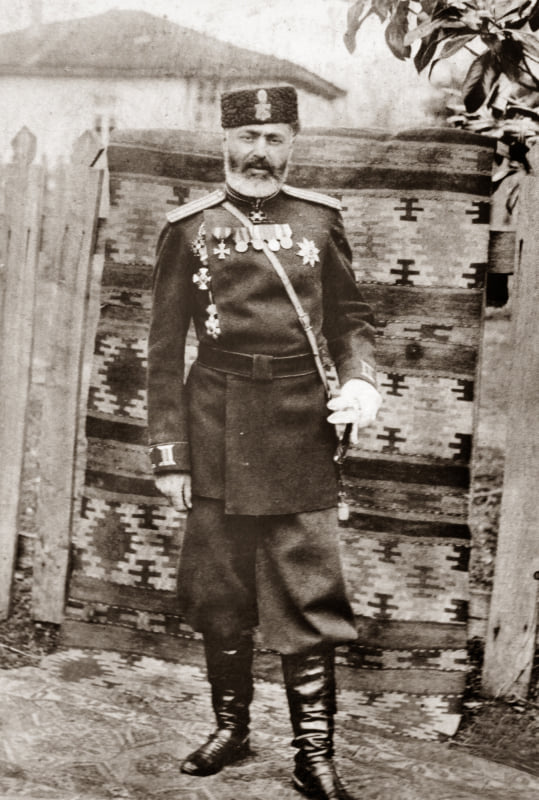

## یادداشت
1. ↑  Երևանի քաղաքագլուխ
2. ↑  Մոսկվայի Պետրովսկի գյուղատնտեսական ակադեմիա